# Хюи Кантхуль
Хюи Кантхуль (кхмер. ហ៊ុយ កន្ធុល; 1 февраля 1909, Пномпень, Колониальная Камбоджа — 13 сентября 1991, Париж, Франция) — камбоджийский политический и государственный деятель. 12-й Премьер-министр Камбоджи с октября 1951 до июня 1952 года. Генеральный секретарь Демократической партии Камбоджи (с 18 сентября 1949).

## Биография
В 1931 году окончил Высшую педагогическую школу в Ханое, получив диплом учительствовал. В 1937 году получил грант на поездку во Францию, где он пробыл 5 месяцев.
С 1943 по 1944 год он был назначен советником по информации, пропаганде и печати в недавно созданном Министерстве национального образования.
С 1946 года — член Камбоджийской демократической партии, где занимал пост в руководстве партии. Занимал ряд государственных должностей, в 1946—1947 годах был Государственным секретарём (министром) информации, пропаганды и печати, министр информации и социальной политики (25 июля 1947 — 20 февраля 1948), министр национального образования, спорта и молодёжи (15 августа 1948 — 11 февраля 1949).
1 января — март 1951 годах — министр образования и молодёжи.
В 1947 году был избран депутатом от Демократической партии. 18 сентября 1949 года назначен генеральным секретарём Демократической партии. В марте 1950 года был назначен членом Комиссии по применению франко-кхмерского договора (по вопросам культуры, прессы и информации).
С 13 октября 1951 года работал премьер-министром Камбоджи под Французским протекторатом. Правительство Хюи Кантхуля безуспешно пыталось добиться полной независимости от Франции, а также боролось с внутренним кризисом демократов. Перед лицом прогрессирующей дестабилизации государства (особенно после возвращения националистического лидера Сон Нгок Тханя) в октябре 1951 года, он приказал провести широкомасштабные аресты политических оппонентов. Этот шаг вызвал резкую реакцию короля Нородома Сианука, который с помощью французских войск совершил госпереворот 16 июня 1952 года, распустив кабинет министров Хюи Кантхуля и возглавил новое правительство.
После этого отошёл от политики. После обретения независимости стал Генеральным консулом в Гонконге и Чрезвычайным и Полномочным послом в СССР в 1965 году.
Позже Хюи Кантхуль покинул Камбоджу и отправился во Францию, где и умер в 1991 году.